# David Lara
David Lara (* San Lorenzo, Ecuador, 17 de agosto de 1988). es un futbolista ecuatoriano que juega de mediocampista en el Gualaceo SC de la Serie B de Ecuador.

## Trayectoria
David inició su carrera como futbolista en Pastaza Moto Club donde por poco consigue el ascenso a la serie B, en el 2009 pasa al Deportivo Mocache, al siguiente año al Deportivo Santo Domingo y en el 2011 al Deportivo Macas, en el 2012 también estuvo cerca de ascender con el Delfín Sporting Club pero tampoco pudo conseguir esa gloria, al año siguiente pasa a Liga de Cuenca y en el 2014 por primera vez logra el campeonato y el ascenso a la serie B con el Gualaceo SC.

## Clubes
| Club                    | País    | Año       |
| ----------------------- | ------- | --------- |
| Pastaza Moto Club       | Ecuador | 2007-2008 |
| Deportivo Mocache       | Ecuador | 2009      |
| Deportivo Santo Domingo | Ecuador | 2010      |
| Deportivo Macas         | Ecuador | 2011      |
| Delfín SC               | Ecuador | 2012      |
| Liga de Cuenca          | Ecuador | 2013      |
| Gualaceo SC             | Ecuador | 2014-     |

## Palmarés

### Campeonatos nacionales
| Título            | Club        | País    | Año  |
| ----------------- | ----------- | ------- | ---- |
| Segunda Categoría | Gualaceo SC | Ecuador | 2014 |